# A szaglórendszer működészavara Parkinson-kór esetén

Humán szagló rendszer:
1 szaglógumó
2 mitralis sejtek
3 csont
4 orr hám
5 glomerulusból
6 szagló receptor sejtek

A szaglórendszer működészavara Parkinson-kór esetén A Parkinson-kórban szenvedők szaglórendszeri működés zavaráról először 1975-ben esett szó. Azóta számos tanulmányban bizonyították, hogy ez a zavar a páciensek 70-80%-át érinti, ráadásul már a betegség korai szakaszában kimutatható, ami talán nagyban segíthetné a kór diagnosztizálását.

## A szaglórendszer
Az orrüreg receptorait, az agy egyes területeit és az összekötőpályákat együttesen szaglórendszernek nevezzük. Amikor a receptorok szaglórostjai egy illatanyag molekulával érintkeznek, elektromos impulzus, azaz transzdukció keletkezik. Az impulzusok az idegrostokon keresztül a szaglógumóba, az agynak közvetlenül a homloklebeny alatti területére kerülnek, ez pedig a lebeny belsejében lévő szaglókéreghez kapcsolódik.
A szaglás hosszú időn keresztül az egyik legkevésbé ismert érzékelésünk volt. Az ember mintegy 10 ezer szagféleség megkülönböztetésére képes, ám hogy az egyes szagokat hogyan azonosítjuk, ez a közelmúltig nem volt ismert. Richard Axel és Linda B. Buck e téren végzett úttörőmunkát, amiért 2004-ben Nobel-díjat is kaptak.

## Illatmeghatározó-tesztek
A szaglásra vonatkozó képességeket egy észlelési-küszöb alapján határozzák meg, ami tulajdonképpen azt a minimális ingererősséget mutatja meg, ami az érzékekés létrehozásához szükséges.
Az évek során különböző teszteket fejlesztettek ki eme képesség mérésére, melyek közül néhány igencsak elterjedt, míg más teszteknek elég csekély a térhódításuk.
Az egyik széles körben elismert teszt, az úgy nevezett UPSIT, amit a pennsylvaniai egyetemen fejlesztettek ki. A teszt során 40 – a mindennapi élet során gyakran előforduló- szagot mutatnak a vizsgált személyeknek, akiknek 4 válaszlehetőség közül kell kiválasztaniuk a számukra helyesnek vélt opciót.
Az UPSIT-tal nagyban korrelál a T&T Olfaktométer, amit Japánban kísérleteztek ki 1974-ben. Ez a teszt 5 illat különböző koncentrációjának a segítségével méri fel a páciens szaglási képességeit, amit aztán egy úgy nevezett olfaktográfon ábrázolnak.

## A szaglás működészavarai
A működészavaroknak 3 fajtáját különböztetjük meg: légzőszervi-, perifériás- és centrális probléma. A légzőszervi problémák körébe tartoznak az orrban lévő szaglóidegsejtek sérüléseivel járó betegségek, a perifériáshoz a szaglópályák, szaglóidegek sérülései, míg akkor tekintünk egy problémát centrálisnak, ha közvetlenül a szaglóközpont károsodott.

## AParkinson-kór
Lassan előrehaladó, neurodegeneratív betegség. A finom mozgásokat irányító bazális ganglionok működészavarával, és a dopamin, vagyis a fő ingerületátvivő anyag csökkent termelődésével jár együtt. Legfőbb tünetei a nyugalmi remegés (tremor), izommerevség (rigiditás) és a meglassultság (bradikinézia).

## A szaglószerv működészavara a Parkinson-kórban szenvedőknél
Az állítást, miszerint a Parkinson-kórral összefüggésben áll a szaglószervi működészavar először Ansari és Johnson mondta ki. Egy eljárásról számoltak be, amivel mérni lehet az érzékleti- küszöböt amil-acetát segítségével, kimutatva ezzel a Parkinson-kórban szenvedők jelentősen megnövekedett küszöbértékét. Ez a károsodás állításuk szerint azonban független a betegség időtartamától, kezelésétől valamint a páciensek kognitív sérüléseitől is.
Különböző tesztek elvégzése után szintén jelentős működészavarról számoltak be Japánban és Németországban is. Hasonlóan az előző kutatásokhoz, itt is megállapították, hogy a Parkinson-kórral diagnosztizált betegek 70-80%-ánál a károsodás igenis jelen van, valamint, hogy ezen páciensek további 70%-ánál a kivizsgálásig fel sem merült, hogy csökkent volna a szaglásra való képessége.
A kutatókat elgondolkodásra késztette az a tény is, hogy nem csak a Parkinson-kór az a kizárólagos neurodegeneratív betegség, ahol a szagláskárosodás felbukkan. Ugyanez a panasz az Alzheimer-kórban vagy a diffúz Lewy-test betegségben szenvedők esetében is igencsak szembetűnő. Emiatt úgy vélik, a Lewy-testek (idegi zárványok) tehetők felelőssé a szaglás ilyen irányú megváltozása miatt. Erre utal az is, hogy egy másik, szintén a Lewy-testek által okozott betegség, a REM-függő magatartászavar (Az aktuális álomtartalmakhoz kapcsolódóan komplex motoros aktivitás jelentkezik a gyors szemmozgások fázisában.) esetében is szaglószervi működészavar lép föl még a betegség korai stádiumában.

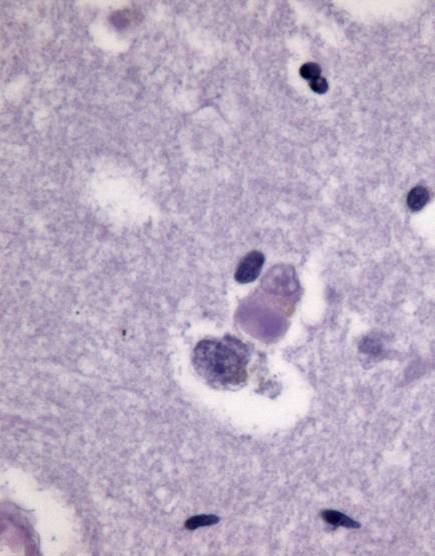
Frontális Lewy-testek

A kutatások ezzel kapcsolatban nem voltak hiábavalóak, hiszen több felboncolt agy vizsgálata után, a kutatók fel tudtak állítani egy hipotézist, miszerint a Lewy-testek először a bolygóideg dorzális magjában és a szaglóhámban jelennek meg, és majd csak ezután terjednek át a substantia nigra-ra és az agy más területeire. Ugyancsak megjelennek az amygdalában, ami közvetlen információ bementet kap a szaglógumóból illetve a szaglókéregből, így képezve egy fontos állomását a szaglásnak. Figyelembe véve a Lewy-testek jelentőségét, a szaglószerv működészavara nem csupán egy jelentéktelen tünete a betegségnek, hanem az olyan legfőbb tünetek közé sorolható, mint a nyugalmi remegés vagy az izommerevség.
A Lewy-testek felbukkanásán kívül, a szaglóhámban idegszerkezeti változások is történnek, ami neurális degenerációhoz és a szaglószervi hálózat egy részének az elvesztéséhet vezet.
Mindezek után nagy valószínűséggel mondható, hogy érdemes lenne ennek a tünetnek nagyobb figyelmet szentelni a mindennapi klinikai vizsgálatok során, valamint elképzelhető, hogy a nem is olyan távoli jövőben a Parkinson-kór diagnosztizálásakor elengedhetetlen lesz a szaglószervi működés felmérése.

## Lásd még
- Parkinson-kór